# 사카이 도시키
사카이 도시키(일본어: 堺 俊暉, 1993년 9월 18일 ~ )는 일본의 축구 선수이다.

## 구단 경력
그는 2016년부터 2017년까지 J리그의 블라우블리츠 아키타에서 활동하였다.